# ريتشارد شارب سميث
ريتشارد شارب سميث (بالإنجليزية: Richard Sharp Smith)‏ هو مهندس معماري أمريكي، ولد في 1852، وتوفي في 1924.